# Kurt Clemens
Pour les articles homonymes, voir Clemens.
Kurt Clemens est un footballeur sarrois et allemand, né le 7 novembre 1925 à Hombourg et mort le 19 juillet 2021.

## Biographie
En tant que milieu, Kurt Clemens est international sarrois à 10 reprises (1950-1956) pour aucun but marqué.
Il commence sa carrière au FC Homburg/Saar jusqu'en 1948, remportant le championnat de Sarre en 1948. Puis il joue une saison au VfB Mühlburg, ne remportant rien. De 1949 à 1951, il joue dans le club sarrois de 1. FC Sarrebruck, remportant le championnat de Sarre de football en 1951. 
De 1951 à 1953, il joue en France, au FC Nancy. Pendant ces deux saisons, il joue en D1, dans le milieu de tableau. Mais en 1953, il atteint la finale de la Coupe de France, battu en finale par Lille OSC (1-2).
De 1953 à 1963, il joue dans un dernier club, le SV Saar 05 Saarbrücken, qui joue en Oberliga Südwest. Le club se positionne en milieu de tableau et il ne remporte rien.

## Clubs
- -1948 :  FC Homburg/Saar
- 1948-1949 :  VfB Mühlburg
- 1949-1951 :  1. FC Sarrebruck
- 1951-1953 :  FC Nancy
- 1953-1963 :  / SV Saar 05 Saarbrücken

## Palmarès
- Championnat de Sarre de football
  - Champion en 1948 et en 1951
- Coupe de France de football
  - Finaliste en 1953